# PK - Paperinik New Adventures
PK - Paperinik New Adventures, accreditato talvolta anche solo come Paperinik New Adventures e abbreviato in PKNA, è una serie a fumetti edita dalla Disney Italia dal 1996 al 2001 e incentrata sulle avventure del personaggio immaginario Paperinik, alter ego supereroistico di Paperino. Si tratta della prima collana della serie PK. Diversamente dalla caratterizzazione delle origini qui il personaggio agisce in un nuovo campo d'azione ritrovandosi a fronteggiare invasioni aliene, cyborg e viaggi nel tempo e interagendo con nuovi comprimari creati per questa serie. La serie dopo la chiusura è continuata sotto altre incarnazioni e ha avuto numerose ristampe. È stata tradotta e pubblicata in numerosi Paesi esteri: Brasile, Danimarca, Francia, Germania, Grecia, Norvegia, Svezia, dal 2016 anche negli Stati Uniti con il titolo di Duck Avenger, distribuito da IDW Publishing e dalla Disney Comics. Dal 2021 viene pubblicato anche in Giappone da d/visual, sotto l'etichetta d/books, tramite distribuzione digitale.

## Storia editoriale
La serie venne ideata dal direttore di Topolino Paolo Cavaglione, dal responsabile artistico Ezio Sisto e da Max Monteduro. Esordì il marzo 1996 e venne pubblicata fino al gennaio 2001 quando chiuse dopo avere pubblicato tre numeri zero, quarantanove numeri regolari (l'ultimo indicato come 49/50) e quattro albi speciali estivi. Il progetto editoriale fu realizzato da Ezio Sisto e Max Monteduro e coordinato da Simone Stenti.
I primi tre volumi della serie sono numerati come Numero Zero, Numero Zero/2 e il Numero Zero/3 in quanto erano da intendersi come numeri di prova ai quali la Disney Italia avrebbe dato seguito solo se i dati di vendita fossero stati soddisfacenti. La numerazione tradizionale ebbe inizio con il quarto numero, PKNA #1 con il quale la testata assunse periodicità bimestrale. A partire dal quinto numero, PKNA #3, la testata divenne mensile. A parte i numeri zero l'unico numero con numerazione straordinaria è stato l'ultimo, PKNA #49/50. Vi sono poi quattro numeri speciali pubblicati nelle estati degli anni 1997, 1998, 1999 e 2000. Questi quattro numeri sono posti fuori della normale numerazione e sono collocabili, in modo differente per ogni speciale, nella continuity della serie.
Nell'agosto 1997 sul numero 8 venne annunciato che le lettere inviate dai lettori sarebbero state pubblicate su un numero speciale in cui ci sarà anche «una storia di PK che permetterà a chi di voi non è in possesso del mitico PKNA #0/1 di vedere da vicino la leggendaria e introvabile copertina». Nel numero speciale del 1997 venne pubblicato la cronologia degli episodi nel quale la redazione inserì anche il "Numero Zero/1" che in realtà non era mai esistito facendo però erroneamente credere il contrario. A seguito delle numerose lettere ricevute, la redazione dichiarò nelle pagine del n°10 che si trattava di uno scherzo. Ciononostante il fenomeno non accennò a diminuire tanto che si decise di intitolare il numero speciale del 1998 proprio "Zero barra uno". Le vicende narrate nello speciale si collocano fra la fine del Numero Zero e l'inizio del Numero Zero/2.
La serie si differenzia dagli altri fumetti di scuola europea o americana anche per la composizione delle tavole disegnate che, a differenza della norma dei fumetti di autori occidentali non sono disposte secondo una rigida sequenza ordinata, ma assumono forme, dimensioni e posizioni secondo le esigenze del disegnatore.

## Trama
Dopo la misteriosa scomparsa di Everett Ducklair, Paperon de' Paperoni acquista parte dei suoi beni obbligando Paperino a diventare il custode della "Ducklair Tower", un grattacielo di 150 piani. Paperino scopre l'esistenza di un 151º piano e nelle vesti del suo alter ego Paperinik riesce a introdursi nel piano segreto entrando in contatto con Uno, un'avanzata intelligenza artificiale creata da Ducklair che diverrà suo alleato. Il pericolo maggiore che Paperinik si troverà ad affrontare è quello degli Evroniani, un popolo alieno che intende invadere il pianeta schiavizzandone gli abitanti attraverso la coolflamizzazione. Nella lotta contro la minaccia aliena Paperinik verrà aiutato da altri alieni come Xadhoom alla quale hanno distrutto il pianeta, dalla P.B.I., il Paperopoli Bureau of Investigation e dall'esercito.
Un'altra minaccia, oltre agli Evroniani, è costituita dal Razziatore, pirata del XXIII secolo in grado di viaggiare nel tempo per impossessarsi di beni preziosi dalle varie epoche. Sulle sue tracce si trovano anche gli agenti della Tempolizia, corpo speciale di agenti del futuro con il compito di vigilare sul rispetto del Continuum spazio-temporale e del quale fa parte sotto mentite spoglie la giornalista Lyla Lay. Altro temibile nemico è Due, malvagia intelligenza artificiale creata da Everett Ducklair, gemello e backup di Uno incaricato di entrare in funzione nel caso quest'ultimo si guasti; proprio per prendere il suo posto il malvagio elaboratore cercherà in ogni modo di eliminare il suo gemello. Abbiamo poi Fenimore Cook, multimilionario neozelandese arricchitosi in maniera poco chiara e dedito a traffici non sempre leciti, scontrandosi contro il quale Paperinik trova come alleato inaspettato Angus Fangus; quest'ultimo è un cinico e ambizioso kiwi giornalista che cerca in ogni modo di dimostrare che il papero mascherato non è un eroe. Infine metterà i bastoni tra le ruote a Pikappa anche Morgan Fairfax, perfido scienziato pazzo che vorrebbe affondare la costa ovest degli Stati Uniti per provocare l'emersione di un'immensa distesa di terra nel Pacifico, uccidendo così milioni di persone.

## Elenco volumi
| Data           | Numero             | Titolo                        | Soggetto e sceneggiatura                                                                             | Disegni |
| -------------- | ------------------ | ----------------------------- | --- | --- |
| Marzo 1996     | PKNA Numero Zero   | Evroniani                     | Alessandro Sisti & Ezio Sisto                                                                        | Alberto Lavoradori |
| Giugno 1996    | PKNA Numero Zero/2 | Il vento del tempo            | Alessandro Sisti & Ezio Sisto                                                                        | Claudio Sciarrone |
| Settembre 1996 | PKNA Numero Zero/3 | Xadhoom!                      | Alessandro Sisti & Ezio Sisto                                                                        | matite: "Paul Ackerman" (Stefano Intini), chine: Alessandro Zemolin                                                            |
| Novembre 1996  | PKNA #1            | Ombre su Venere               | Francesco Artibani & Simone Stenti                                                                   | Claudio Sciarrone |
| Gennaio 1997   | PKNA #2            | Due                           | Alessandro Sisti                                                                                     | Corrado Mastantuono e Paolo Mottura                                                                                            |
| Marzo 1997     | PKNA #3            | Il giorno del Sole Freddo     | Alessandro Sisti                                                                                     | Claudio Sciarrone |
| Aprile 1997    | PKNA #4            | Terremoto                     | Francesco Artibani & Simone Stenti                                                                   | Francesco Guerrini |
| Maggio 1997    | PKNA #5            | Ritratto dell'eroe da giovane | Alessandro Sisti                                                                                     | matite: Alessandro Barbucci, chine: Massimo Sardi                                                                              |
| Giugno 1997    | PKNA #6            | Spore                         | Gianfranco Cordara                                                                                   | Fabio Celoni |
| Luglio 1997    | PKNA #7            | Invasione!                    | Francesco Artibani                                                                                   | Paolo Mottura |
| Agosto 1997    | PKNA #8            | Silicio                       | Alessandro Sisti & PK team                                                                           | Claudio Sciarrone |
| Agosto 1997    | Speciale 97        | Missing                       | Alessandro Sisti, Tito Faraci, Gianfranco Cordara, Francesco Artibani, PK Team                       | Corrado Mastantuono, Alberto Lavoradori, Alessandro Barbucci, Paolo Mottura, Stefano Intini, Giorgio Cavazzano                 |
| Settembre 1997 | PKNA #9            | Le sorgenti della luna        | Gianfranco Cordara & PK team                                                                         | Francesco Guerrini |
| Ottobre 1997   | PKNA #10           | Trauma                        | Tito Faraci                                                                                          | Lorenzo Pastrovicchio |
| Novembre 1997  | PKNA #11           | Urk                           | Francesco Artibani                                                                                   | matite: Marco Ghiglione, chine: Gianmarco Villa                                                                                |
| Dicembre 1997  | PKNA #12           | Seconda stesura               | Alessandro Sisti                                                                                     | Claudio Sciarrone |
| Gennaio 1998   | PKNA #13           | La notte più buia             | Gianfranco Cordara                                                                                   | Francesco Guerrini |
| Febbraio 1998  | PKNA #14           | Carpe diem                    | Francesco Artibani                                                                                   | matite: Alessandro Barbucci, chine: Roberta Migheli                                                                            |
| Marzo 1998     | PKNA #15           | Motore/azione                 | Tito Faraci                                                                                          | matite: Silvia Ziche, chine: Alessandro Zemolin                                                                                |
| Aprile 1998    | PKNA #16           | Manutenzione straordinaria    | Alessandro Sisti                                                                                     | matite: Lorenzo Pastrovicchio; chine: Lorenzo Pastrovicchio e Gian Marco Villa                                                 |
| Maggio 1998    | PKNA #17           | Stella cadente                | Alessandro Sisti                                                                                     | Paolo Mottura |
| Giugno 1998    | PKNA #18           | Antico futuro                 | Gianfranco Cordara                                                                                   | matite: Marco Forcelloni; chine: Marco Forcelloni e Luciano Milano                                                             |
| Luglio 1998    | PKNA #19           | Zero assoluto                 | Tito Faraci                                                                                          | matite: Lorenzo Pastrovicchio; chine: Lorenzo Pastrovicchio e Gian Marco Villa                                                 |
| Agosto 1998    | PKNA #20           | Mekkano                       | Bruno Enna                                                                                           | Andrea Freccero |
| Agosto 1998    | Speciale 98        | Zero barra uno                | Simone Stenti, Tito Faraci, Bruno Enna, Francesco Artibani, Gianfranco Cordara, Massimo Marconi      | Claudio Sciarrone, Paolo Mottura, Silvia Ziche, Corrado Mastantuono, Marco Forcelloni, Giorgio Cavazzano                       |
| Settembre 1998 | PKNA #21           | Tyrannic                      | Francesco Artibani                                                                                   | matite: Andrea Ferraris; chine: Andrea Ferraris e Gianni Gatti                                                                 |
| Ottobre 1998   | PKNA #22           | Frammenti d'autunno           | Bruno Enna                                                                                           | Claudio Sciarrone |
| Novembre 1998  | PKNA #23           | Vuoto di memoria              | Tito Faraci                                                                                          | Francesco Guerrini |
| Dicembre 1998  | PKNA #24           | Crepuscolo                    | Francesco Artibani                                                                                   | matite: Marco Forcelloni, chine: Luciano Milano e Marco Forcelloni                                                             |
| Gennaio 1999   | PKNA #25           | Fuoco incrociato              | Tito Faraci                                                                                          | matite: Lorenzo Pastrovicchio; chine: Lorenzo Chiavini (chine tavole 19-34)                                                    |
| Febbraio 1999  | PKNA #26           | Il tempo fugge                | Tito Faraci                                                                                          | Ettore Gula, Roberta Migheli, Emilio Urbano, Graziano Barbaro, Nicola Tosolini, Stefano Turconi                                |
| Marzo 1999     | PKNA #27           | I mastini dell'universo       | Alessandro Sisti                                                                                     | Claudio Sciarrone |
| Aprile 1999    | PKNA #28           | Metamorfosi                   | Bruno Enna                                                                                           | matite: Marco Palazzi, chine: Gian Marco Villa                                                                                 |
| Maggio 1999    | PKNA #29           | Virus                         | Gianfranco Cordara                                                                                   | matite: Andrea Freccero, chine: Luciano Milano                                                                                 |
| Giugno 1999    | PKNA #30           | Fase Due                      | Alessandro Sisti                                                                                     | matite: Graziano Barbaro, chine: Marina Baggio                                                                                 |
| Luglio 1999    | PKNA #31           | Beato Angelico                | Davide Catenacci                                                                                     | matite: Lorenzo Pastrovicchio, chine: Alessandro Pastrovicchio                                                                 |
| Agosto 1999    | PKNA #32           | Underground                   | Augusto Macchetto                                                                                    | Paolo Mottura |
| Agosto 1999    | Speciale 99        | La fine del mondo             | Gianfranco Cordara & Bruno Enna                                                                      | matite: Andrea Freccero e Marco Forcelloni; chine: Andrea Freccero e Santa Zangari                                             |
| Settembre 1999 | PKNA #33           | Il giorno che verrà           | Francesco Artibani                                                                                   | matite: Stefano Turconi, chine: Roberta Zanotta                                                                                |
| Ottobre 1999   | PKNA #34           | Niente di personale           | Francesco Artibani                                                                                   | matite: Nicola Tosolini; chine: Nicola Tosolini e Nicola Morante                                                               |
| Novembre 1999  | PKNA #35           | Clandestino a bordo           | Francesco Artibani                                                                                   | matite: Manuela Razzi, chine: Donald Soffritti e Sonia Matrone                                                                 |
| Dicembre 1999  | PKNA #36           | Lontano lontano               | Augusto Macchetto                                                                                    | matite: Lorenzo Pastrovicchio, chine: Alessandro Pastrovicchio                                                                 |
| Gennaio 2000   | PKNA #37           | Sotto un nuovo sole           | Alessandro Sisti                                                                                     | Corrado Mastantuono |
| Febbraio 2000  | PKNA #38           | Nella nebbia                  | Alessandro Sisti                                                                                     | matite: Emilio Urbano, chine: Davide Zannetti                                                                                  |
| Marzo 2000     | PKNA #39           | Cronaufragio                  | Alessandro Sisti                                                                                     | Marco Gervasio |
| Aprile 2000    | PKNA #40           | Un solo respiro               | Bruno Enna                                                                                           | Paolo Mottura |
| Maggio 2000    | PKNA #41           | Agdy days                     | Augusto Macchetto                                                                                    | matite: Emilio Urbano, chine: Davide Zannetti                                                                                  |
| Giugno 2000    | PKNA #42           | La sindrome di Ulisse         | soggetto: Katja Centomo, sceneggiatura: Francesco Artibani                                           | matite: Manuela Razzi, chine: Marina Baggio                                                                                    |
| Luglio 2000    | PKNA #43           | Tempo al tempo                | Bruno Enna                                                                                           | matite: Graziano Barbaro, chine: Simone Maccari                                                                                |
| Agosto 2000    | PKNA #44           | Sul lato oscuro               | Gianfranco Cordara                                                                                   | matite: Roberta Migheli; chine: Roberta Migheli e Sonia Matrone                                                                |
| Agosto 2000    | Speciale 00        | Super                         | Tito Faraci, Bruno Enna, Francesco Artibani, Alessandro Sisti, Gianfranco Cordara, Augusto Macchetto | Emilio Urbano, Roberta Migheli, Ettore Gula, Graziano Barbaro, Nicola Tosolini, Manuela Razzi                                  |
| Settembre 2000 | PKNA #45           | Operazione Efesto             | Francesco Artibani                                                                                   | matite: Sergio Cabella, chine: Gianni Gatti                                                                                    |
| Ottobre 2000   | PKNA #46           | Nell'ombra                    | Augusto Macchetto                                                                                    | matite: Lorenzo Pastrovicchio, chine: Alessandro Pastrovicchio                                                                 |
| Novembre 2000  | PKNA #47           | Prima dell'alba               | Tito Faraci                                                                                          | matite: Marco Gervasio, chine: Luciano Milano                                                                                  |
| Dicembre 2000  | PKNA #48           | Le parti e il tutto           | Alessandro Sisti                                                                                     | Andrea Freccero |
| Gennaio 2001   | PKNA #49/50        | Se...                         | Stefano Ambrosio                                                                                     | matite: Stefano Turconi, Lorenzo Pastrovicchio, Graziano Barbaro; chine: Roberta Zanotta, Sandro Pastrovicchio, Simone Maccari |

## Sequel
Dopo la chiusura della testata le avventure del personaggio continuarono su altre due serie e poi su ulteriori pubblicazioni:
- PK², pubblicata fra il febbraio del 2001 e il luglio del 2002, che ha chiuso dopo diciotto numeri e un albo speciale;
- PK - Pikappa, pubblicata fra agosto del 2002 e marzo del 2005, serie che ha cercato di imitare le serie Ultimate della Marvel Comics, con il risultato di un reboot, e che ha chiuso dopo trentadue numeri;
- Dopo nove anni dalla chiusura dell'ultima testata, a partire dal 2014, sul settimanale Topolino sono state pubblicate nuove avventure del personaggio all'interno di vari cicli di storie che vanno sotto il titolo di "PK - Nuova era";
- Dal 2019 e fino al 2024 sono stati realizzati ulteriori cicli narrativi su dei cartonati rigidi di grandi dimensioni chiamati Topolino Fuoriserie.

## Citazioni
- Per tutta la serie sono presenti numerose citazioni o parodie di film di fantascienza: Pk guarda in televisione Alien (PKNA #5), Uno guarda L'invasione degli Ultracorpi (PKNA #6), Uno riesce a recuperare e a mostrare a Pk la copia di lavorazione di Battaglie Stellari del regista George Ducklas, ossia una parodia di Guerre stellari di George Lucas (PKNA #27), la scena finale di Virus (PKNA #29) è ricalcata su quella de I predatori dell'arca perduta.
- Uno accenna spesso ai sistemi ICE, tipici della letteratura gibsoniana.
- La velocità warp citata in Ombre su venere (PKNA #1) è un riferimento all'analoga tecnologia immaginaria usata dalle astronavi di Star Trek. Nello stesso numero su un edificio è visibile la scritta «Clax & Max», riferimento a Claudio Sciarrone e Max Monteduro, autori della copertina dell'albo[4]; nella copertina dell'albo, alle spalle di Fangus, è visibile un display con due date, cioè le date di nascita di Sciarrone e Monteduro[5].
- In Due (PKNA #2) Angus sorvola la città, filmando la barksiana cattedrale di Notre Paper, che ricomparirà in Trauma, ove PK e l'evroniano Trauma si scontreranno ben due volte.
- In Terremoto (PKNA #4) la sequenza che introduce il personaggio del professor Fairfax è una citazione della prima tavola del fumetto Steve Canyon di Milton Caniff[senza fonte].
- Il titolo di Ritratto dell'eroe da giovane (PKNA #5) è una citazione del romanzo Ritratto dell'artista da giovane di James Joyce.
- I nomi dei soldati Miller e Janson in Spore (PKNA #6) ricordano quelli dei fumettisti americani Frank Miller e Klaus Janson. Le vignette finali del numero presentano lo stile tipico del telefilm X-Files[senza fonte].
- In Trauma (PKNA #10) la veduta notturna di Paperopoli nella tavola 25 richiama la tavola 1 di Parabola, fumetto illustrato da Moebius nel 1988. All'inizio della storia il capobranca Gorthan cita l'Amleto (atto I, scena V), citazione che tuttavia risulta incomprensibile ai suoi sottoposti.
- Gli autori di Urk (PKNA #11) hanno ammesso che la copertina dell'albo è stata ispirata da quella del numero 24 di Nathan Never[6]; alcuni fan hanno in seguito riscontrato che un'immagine dell'albo, nella quale Urk si getta in un tombino, risulta simile a un'analoga vignetta raffigurante la Cosa, in un'avventura crossover tra i Fantastici Quattro e gli X-Men[6].
- In La notte più buia (PKNA #13), quando gli abitanti di Bravestone vengono radunati dagli Evroniani, due vecchietti rivangano il ricordo di un giovane papero con le basette incontrato a Dawson; successivamente citano la "stella del Polo". Entrambi sono riferimenti a episodi della gioventù di Paperon de' Paperoni. Sulla copertina dell'albo, nell'immagine vicino alla numerazione, Paperinik indossa un cappello natalizio anziché il tipico berretto da marinaio.
- Il titolo Carpe diem (PKNA #14) è preso dai celebri versi del poeta latino Quinto Orazio Flacco.
- A pag. 57 di Stella cadente (PKNA #17) compare sullo sfondo un uomo che fa la doccia in una cabina del telefono. Si tratta di una citazione del concorso PKActionHero.
- All'interno di Antico futuro (PKNA #18) due dei rapinatori sono gemelli e si chiamano Castor e Pollux, riferimento ai Dioscuri, mentre molti nomi di luoghi o personaggi sono ripresi (o modificati) dal ciclo della Terra di Mezzo di Tolkien.
- In Mekkano (PKNA #20) vengono citati diversi brani del libro Il piccolo principe.
- In Crepuscolo (PKNA #24) si accenna a Della Duck, quando Paperinik risponde affermativamente alla domanda, postagli da Urk, se abbia una sorella.
- Ne I Mastini dell'Universo (PKNA #27) PK si reca a Wolf Canyon (che è già comparso in Mekkano, il numero 20) ricordandosi di esserci già stato in cerca di punte di frecce indiane, riferimento a Zio Paperone e le sette città di Cibola e ad altre storie con Paperino.
- Sawshank, carcere presente in Underground (PKNA #32) è una storpiatura di Shawshank, penitenziario immaginario presente nel racconto di Stephen King Rita Hayworth e la redenzione di Shawshank, da cui è tratto il film Le ali della libertà. Nello stesso episodio Reo cita il videogioco Tomb Finder, parodia di Tomb Raider, e Paperinik, inseguito da un'orda di topi, esclama "Poco formaggio da queste parti, eh?", storpiatura di una frase spesso usata dal Pk team.
- Nello Speciale del 1999 il capobranca scientifica Gorthan si serve di un Evroniano mutante, geneticamente creato per cacciare, chiamato Kravenn; nome che richiama quello di Kraven il cacciatore, uno dei nemici storici dell'Uomo Ragno.
- In Cronaufragio (PKNA #39) Paperinik si spaccia per un professore di Avunculogratulazione meccanica, disciplina immaginaria che «insegna a costruire macchine per salutare la zia» ideata e citata in Diario Minimo di Umberto Eco. Nello stesso numero il nome del maggiore Ray Pantha è un riferimento al concetto πάντα ῥεῖ (tutto scorre) del filosofo greco Eraclito;
- In Un solo respiro (PKNA #40) il dispositivo usato da Uno per trasferire a Paperinik i poteri di Jana assomiglia molto come aspetto al fantascientifico macchinario usato nell'anime Neon Genesis Evangelion per creare i Dummy plug; il condizionamento mentale che impedisce a Jana di attaccare i propri padroni ricorda invece l'analogo vincolo (direttiva 4) a cui è soggetto Alex Murphy, il personaggio protagonista del film RoboCop.
- La lotta contro tre squali geneticamente modificati di La sindrome di Ulisse (PKNA #42) ricorda il film Blu profondo.
- In Sul Lato Oscuro (PKNA #44) il generale Zentius pronuncia la frase Temo i terrestri, anche se portano dei doni, una parodia dell'avvertimento lanciato nell'Eneide da Laocoonte per tentare di convincere i troiani a non portare in città il Cavallo di Troia (Timeo Danaos et dona ferentes)
- In La dura legge del West (Speciale 00 - Super) Uno mostra a Paperinik una scena del film "Mezzogiorno di cuoco", parodia di "Mezzogiorno di fuoco"; poco dopo appare su uno schermo un notiziario della GNN (anziché CNN). Nella stessa storia Paperinik cita anche Wild Bill Hickduck (nella realtà Wild Bill Hickok fu un pistolero statunitense), e i Trentasei stratagemmi cinesi.
- Raznor in Prima dell'alba (PKNA #47) è molto simile alla razza aliena Yautja, presente nella saga di Predator, in cui la scena dello scontro tra Pikappa e Raznor ricorda molto nella serie crossover a fumetti Batman contro Predator. Lo sceneggiatore Tito Faraci avrebbe commentato qualche mese dopo nella posta di PK² (#1) che il nome Raznor era in onore di Trent Reznor, il frontman dei Nine Inch Nails.
- Nella penultima storia della serie Angus Tales, Il grande scoop, è presente Michael Malone, il fumettista del Time of New Zealand che come dichiarato dal PK Team è una caricatura di Tito Faraci.
- In Se... (PKNA #49/50), è paragonato per caso il ciclo di fumetti What If...? (e la sua omonima serie animata del Marvel Cinematic Universe) è frutto dell'intervento di un inesperto Everett Ducklair alle prese con il Libro del Destino: la mistica alterazione degli eventi potrebbe aver inavvertitamente spostato la centrale energetica in una zona più centrale rispetto a quella originaria (facendo quindi più danni), o semplicemente l'esplosione potrebbe essere stata involontariamente potenziata rispetto alla detonazione originaria nella cronocontinuità (anche per via del fatto che in questo caso, in "Se...", sono i tempoliziotti stessi - e non il professor Hogg - a pasticciare con i comandi e dare il via alla fusione super-fredda).
- Nell'ultima storia alcune tavole mostranti Everett Ducklair mentre scrive sul Libro del Destino ricordano la scena del grande saggio ratto Nicodemus che scrive il suo magico libro all'inizio del film d'animazione di Don Bluth, "Brisby e il segreto di NIMH".